# Schmalbandrauschen
Unter dem Schmalbandrauschen (SBR) versteht man ein Geräusch aus mehreren Frequenzen, die zu einem engen Frequenzband gehören oder einer Frequenz benachbart sind.

## Verwendung
Das Schmalbandrauschen wird verwendet in der Tonschwellenaudiometrie, einem Verfahren der subjektiven Audiometrie. Da ab einem bestimmten Schallpegel beide Ohren über den Knochen erregt werden, das entgegengesetzte Ohr jedoch nicht untersucht werden soll, vertäubt man es mit einem Rauschen, das dem Prüfton benachbart ist.

## Weiterführende Artikel
- Geräuschaudiometrie